# Heterodontosaurinae
Heterodontosaurinae è una sottofamiglia di Heterodontosauridae, dinosauri ornitischi vissuti nella prima metà del Giurassico medio (Hettangiano-Bajociano), in Africa e Sud America. Attualmente, la specie più antica di eterodontosaurino è Lycorhinus angustidens dal Giurassico inferiore della Provincia del Capo, Sudafrica. Gli eterodontosaurini sono piccoli dinosauri ornitischi, caratterizzati da denti dalle alte e strette corone e mandibola fissate sotto l'asse di occlusione tra i mascellari e la mandibola, oltre che per la presenza di guance carnose. La sottofamiglia degli Heterodontosaurinae è stato implicitamente nominata nel 1966 da Oskar Kuhn, lo stesso autore della famiglia degli Heterodontosauridae. Si tratta di un taxon la cui base fu definita filogeneticamente da Paul Sereno solo nel 2012, come "il clade che contiene i taxa più strettamente imparentati con Heterodontosaurus tucki che con Tianyulong confuciusi, Echinodon becklesii e Fruitadens haagarorum."